# Кертис P-23
Кертис P-23 (енгл. Curtiss P-23) је ловачки авион направљен у САД. Авион је први пут полетео 1932. године. 

Највећа брзина у хоризонталном лету је износила 359 km/h. Размах крила је био 9,60 метара а дужина 7,26 метара. Маса празног авиона је износила 1485 килограма, а нормална полетна маса 1870 kg. Био је наоружан са једним митраљезом калибра 12,7 и два митраљеза калибра 7,62 милиметара.

## Наоружање
| Наоружање авиона: Кертис       |            |
| Ватрено (стрељачко) наоружање  |            |
| Топ                            |            |
| Митраљез                       |            |
| Број и ознака митраљеза        | 1 + 2      |
| Калибар                        | 7,62, 12,7 |
| Бомбардерско наоружање (бомбе) |            |
| Ракетно наоружање (ракете)     |            |